# Stazione di Higashi-Akiru
La stazione di Higashi-Akiru (東秋留駅?, Higashi-Akiru-eki) è una stazione ferroviaria all'interno dell'area metropolitana di Tokyo situata nella città di Akiruno lungo la linea Itsukaichi.

## Linee
JR East
■ Linea Itsukaichi

## Struttura
La stazione è costituita da un marciapiede a isola con due binari laterali. Il piccolo fabbricato si trova su un'estremità della banchina, e l'uscita continua con una strada racchiusa per alcuni metri fra i due binari, fino alla presenza di un passaggio a livello, che permette di proseguire per entrambe le direzioni.
| 1 | ■ Linea Itsukaichi | per Akigawa, Musashi-Masuko e Musashi-Itsukaichi |
| 2 | ■ Linea Itsukaichi | per Haijima, Tachikawa, Shinjuku e Tokyo         |

## Stazioni adiacenti
| «                | Servizio         | »                |
| Linea Itsukaichi | Linea Itsukaichi | Linea Itsukaichi |
| ---------------- | ---------------- | ---------------- |
| Kumagawa         | Tutti i treni    | Akigawa          |